# Sumoto
Sumoto è una città giapponese situata sull'isola Awaji ed appartiene alla prefettura di Hyōgo. La città è stata fondata l'11 febbraio 1940.
Alla fine del marzo 2008 la densità della città è calcolata intorno ai 182,47 km\quadrati ed ha all'incirca 50 000 abitanti di cui la densità calcolata è parti a 267,1 abitanti per km\quadrato.
L'11 febbraio del 2006 la città di Goshiki, dal distretto di Tsuna, allarga i propri margini di confine e fondan così la nuova città di Sumoto.
La città di Sumoto è famosa per molti oggetti, le cipolle Awaji, le arance di Naruto e per non ultimo la carne di Kobe.

## Educazione scolastica
Ci sono molte scuole elementari incluse Tsushi, Torikai, Sakai, Hiroishi, and Aihara, che sono all'interno della Goshiki Junior High School.
Ci sono 5 scuole medie tra cui: Seiun, Suhama, Yura, Aiga, e Goshiki.
Ci sono molte scuole superiori tra cui: Sumoto, Sumoto Jitsugyou e Yanagi Gakuen.